# Biznaga

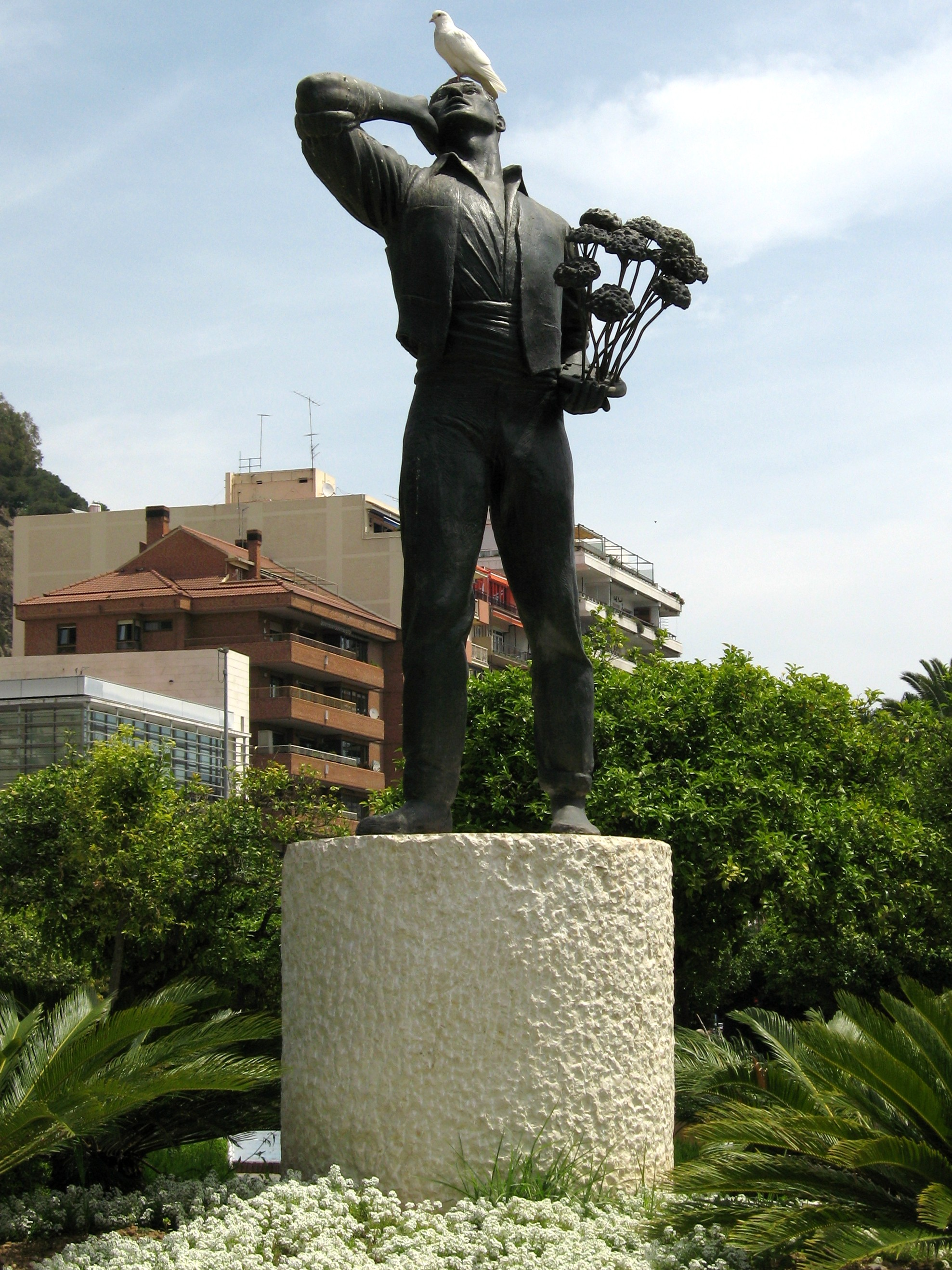
Jaime Fernández Pimentels Statue „Biznaguero“ (Jasminsträußchen-Verkäufer), in den Pedro-Luis-Alonso-Gärten von Málaga

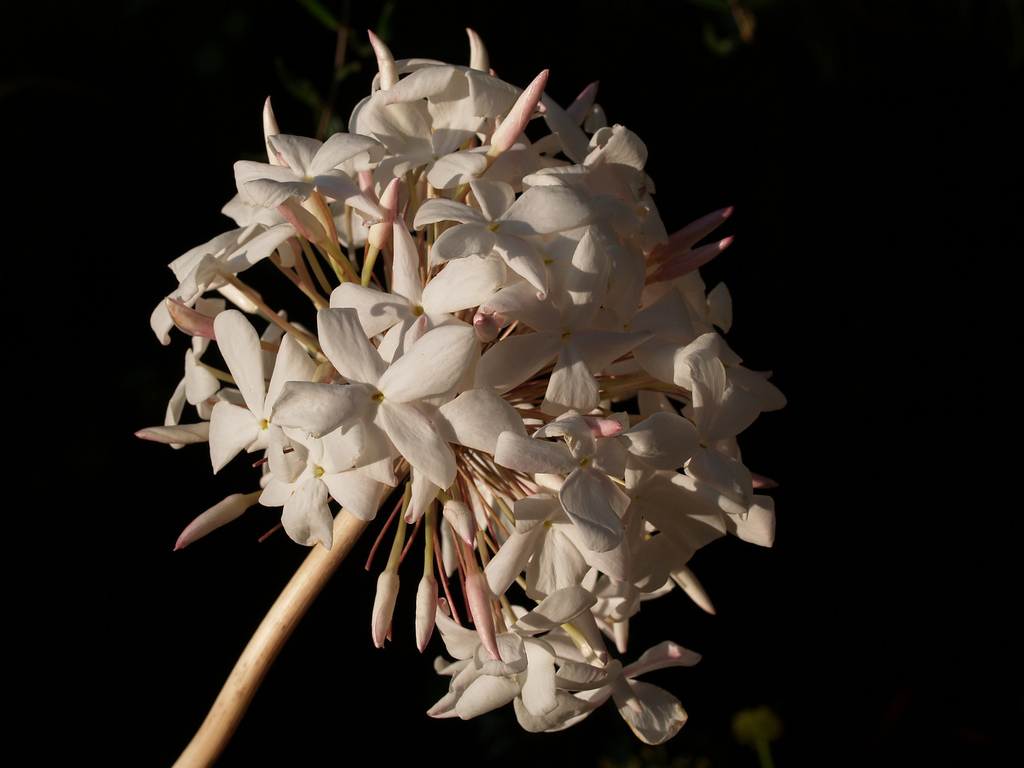
Biznaga malagueña

Volkstümlich ist Biznaga als ein aufwendig hergestelltes Jasmin-Sträußchen in Kugelform bekannt, welches im Sommer auf den Straßen Málagas (Spanien) verkauft wird. Neben seiner Schönheit und seinem Duft sagt man, dass die Jasminsträußchen Mücken in den Sommernächten verscheuchen. Diese Jasminsträußchen sind, gemeinsam mit dem „Cenachero“ (Fischverkäufer, der das Gleichgewicht zwischen seinen beiden Schalen mit Fischkörben hält) und der Sardelle eines der Wahrzeichen der Hauptstadt der Costa del Sol. Als Beispiel dafür ist das goldene Jasminsträußchen die Hauptauszeichnung auf dem spanischen Filmfestival Málaga. Währenddessen wurde der Jasminsträußchenverkäufer („Biznaguero“) von Jaime Fernández Pimentel in der Jasminsträußchenverkäuferstatue abgebildet, welche sich in den Gärten von Pedro Luis Alonso befindet.

## Fertigung des Jasminsträußchens
In den vorsommerlichen Monaten wird eine Pflanzenart in der Familie der Doldenblütler, das sogenannte Bischofskraut (Ammi visnaga) solange sie noch grün ist, gesammelt. Diese dient als Gerippe für das Jasminsträußchen. Nach Entfernung von überflüssigen Blättern und Zweigen bleiben nur noch der Hauptstängel und die Stacheln übrig. Diese lässt man trocknen, bis sie beigefarben und hart werden. Im weiteren Verlauf werden Stiel und Enden gekürzt. An sommerlichen Nachmittagen wird Jasmin vor Erblühen gesammelt, damit die Blüten auf einfache Art und Weise eins zu eins auf die Stacheln dieses Gerippes gesteckt werden können. Über Nacht erblühen die Jasminblüten und dadurch geben sie dem Jasminsträußchen seine einzigartige Beschaffenheit und seinen Duft. Der Jasminsträußchenverkäufer („Biznaguero“) trägt die Jasminsträußchen auf einem von seinen Dornen entfernten Opuntienblatt (ungestieltes, fleischiges Laubblatt eines Feigenkaktus), welches als Unterlage dient, um die Jasminsträußchen anzuordnen. Dies ist die traditionelle Vorführung für ihren späteren Verkauf.